# 黑山历史
黑山的历史开始于中世纪早期。

## 早期历史

### 伊利里亞人
黑山的先民為伊利里亞人，公元前3世紀時被古羅馬征服。羅馬帝國衰落以後，伊利里亞落入哥特人之手，後來羅馬皇帝查士丁尼一世又將該地區重新納入版圖。

### 斯拉夫人
6、7世紀，斯拉夫民族抵達此地，並且和當地先民融合，建立自己的國家。其中，杜克里亞（Duklja）公國比較接近蒙特內哥羅的版圖。

## 中世纪

### 杜克里亞
之后面臨保加尔人的统治，杜克里亞領土被兄弟領主分割。
在10世纪，塞尔维亚的弗拉斯蒂米洛維奇王朝的查斯拉夫·克洛尼米洛维奇王公将影响力扩张到杜克里亞地区。自塞尔维亚公国于960年陷落后，杜克里亞被新的拜占庭帝国占领直至11世纪。斯特凡·沃伊斯拉夫开始反抗拜占庭统治的起义，并在1042年与拜占庭军队在巴尔之战中取得大胜。至此结束拜占庭帝国在杜克里亞的影响。
1077年，羅馬教皇額我略七世承认杜克里亞为独立国家，封米哈伊洛為杜克里亞王（Rex Doclea）。
12世紀，杜克里亞衰落的同時，拉什卡（Raška）大公國（又稱塞爾維亞大公國）興起新的內馬尼亞王朝，杜克里亞成為塞爾維亞的一部分。
在內馬尼亞王朝統治下，杜克里亞地區又出現澤塔（Zeta）公國，14世紀中時澤塔脫離內馬尼亞的控制。

## 近代

### 鄂圖曼帝國

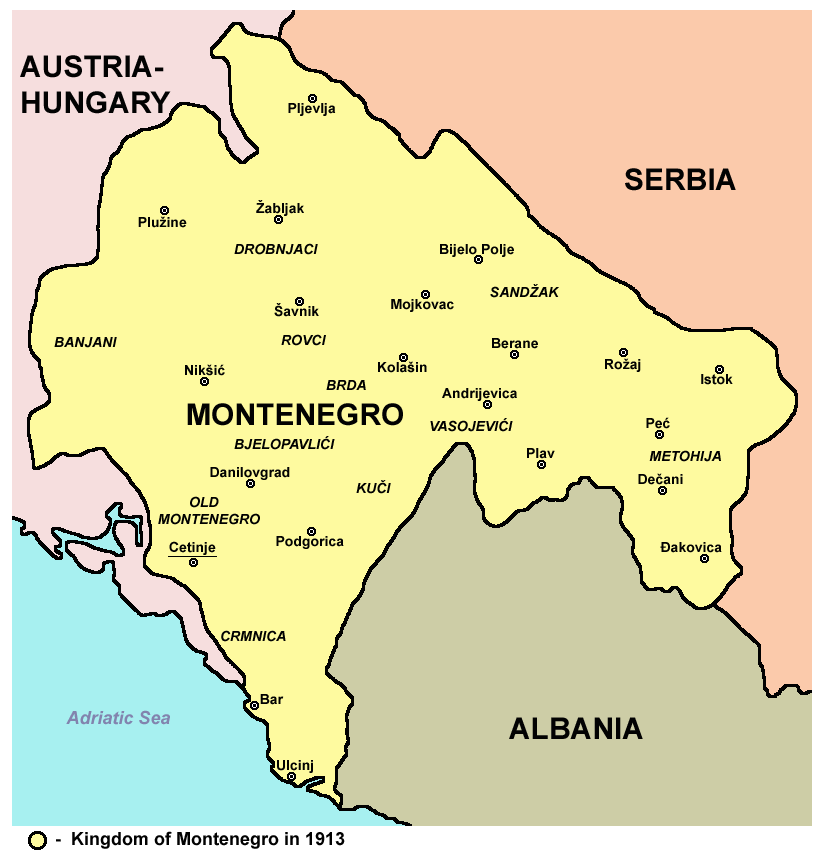

15世紀起鄂圖曼帝國征服巴爾幹半島大部分地區，澤塔于1498年被征服，併入鄂圖曼帝國的斯庫台桑扎克（İşkodra Sancağı）。
1514年澤塔地區從斯庫台桑扎克分離，成為黑山桑扎克（Karadağ Sancağı）。但鄂圖曼帝國未能征服澤塔全境，如洛夫琴山地區保持獨立。

### 黑山都主教区（1516年—1852年）

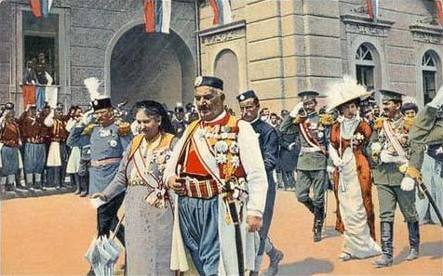
蒙特內哥羅王國成立

1516年，黑山都主教区成為以采蒂涅為中心的政教合一國家，君主為集政教權利於一身的都主教。
1799年，鄂圖曼蘇丹塞利姆三世與黑山都主教佩塔尔一世签订条约，承認黑山獨立。

## 近代

### 黑山公國（1852年—1910年）
1852年，黑山親王主教、彼德洛維奇-涅戈什家族的達尼洛二世（Danilo II Petrović Njegoš）放棄宗教頭銜，成為黑山公國的達尼洛一世，頒布大憲章，使黑山成為非神權的世俗公國。
1860年，達尼洛二世被暗殺，尼古拉一世繼位。1876年，向奧斯曼帝國宣戰，並奪得大量土地。
1878年，黑山於柏林會議中正式被承認為獨立國。

### 黑山王國（1910年—1918年）
1910年8月28日，黑山大公尼古拉一世正式稱王，建立黑山王國。
1912年，參加第一次巴爾幹戰爭。
1913年6月，第二次巴爾幹戰爭爆發，尼古拉一世加入塞爾維亞陣營。
第一次世界大戰期間加入協約國以協助盟友塞爾維亞，隨即被奧匈帝國侵略。在前兩次入侵中，成功抵禦奧匈帝國的軍隊，但在1916年，隨著塞爾維亞被擊敗，在1月的第三次入侵中，1月15日，被奧匈帝國完全佔領。尼古拉一世逃亡至法國。
一戰結束後，在塞爾維亞的主導之下，斯洛文尼亞、克罗地亚聯合組成第一個由南斯拉夫族群聯合的國家。同時，塞爾維亞控制下的黑山也召開會議，廢除尼古拉一世。
1918年10月，塞爾維亞等協約國的軍隊佔領黑山。1918年11月28日，加入塞爾維亞。12月1日，成為新成立塞爾維亞人、克罗地亚人和斯洛文尼亞人王國的一部分。

### 塞爾維亞（1918年—1929年）
1919年，反對派發起聖誕節起義，但是被塞爾維亞軍鎮壓。
1922年，重劃省分（Oblast）。
1929年1月6日，亞歷山大一世廢除憲法，下令議會休會。1929年10月3日，亞歷山大一世將國名更為「南斯拉夫王國」，再次重劃省分（Banovina），根據河流及地理特徵命名。

### 意大利和德國的佔領
1939年，二戰爆發。1941年4月，納粹德國及其盟國入侵南斯拉夫，義大利王國自意屬阿爾巴尼亞入侵。17日，義大利軍隊佔領全境，並成立傀儡政權黑山保護國 (1941年—1944年)。5月，南斯拉夫共產黨6,000名成員組成游擊隊準備起義。7月13日，發動第一次武裝起義。7月20日，有32000人參加戰鬥，除沿海地區和主要城鎮外，黑山基本上被解放。戰鬥中，意軍死傷和被俘共計5000人。8月，67000名意大利士兵反攻。起義持續直到12月。
1943年，纳粹德国取代義大利占領黑山。

### 黑山社會主義共和國（1945年—1992年）
1945年，第二次世界大戰結束，德軍撤出南斯拉夫。南斯拉夫民族解放反法西斯議會制憲會議宣布南斯拉夫成立共產政府，由五個民族共組聯邦，罷黜君主制。黑山成為南斯拉夫社會主義聯邦共和國的加盟共和國之一。
1990年代，南斯拉夫聯邦各國紛紛獨立，唯有塞、黑兩國未獨立。

### 黑山共和國（1992年—2006年）
1992年，黑山舉行獨立公投，95.96%認為應繼續留在南斯拉夫聯邦之內。當時投票率為66%，穆斯林、天主教徒以及親獨的黑山人抵制公投，他們認為投票環境不夠民主，國營媒體過多為親統一的一方宣傳。之後黑山國內在獨立問題上頗有紛爭。

現任總統菲力浦·武亞諾維奇

1996年，米洛·久卡諾維奇政府宣佈和米洛舍維奇掌權的塞爾維亞斷絕關係，從此以後黑山自行制定經濟政策，改用德國馬克（後來德國廢除馬克，採用歐元，黑山亦改為歐元）。从此塞爾維亞第納爾在黑山不是法定貨幣，只能在一些度假村使用。
由於和米洛舍維奇掌權的塞爾維亞斷絕關係，蒙特內哥羅在接下來的南斯拉夫和科索沃戰爭中受到損傷並不如塞爾維亞來的大，局勢也較塞爾維亞穩定許多。
2000年，南斯拉夫聯盟大選後米洛舍維奇下台，使得歐盟與南斯拉夫聯盟恢復外交關係，西方因此由支持黑山獨立，轉向支持維持現有的聯邦狀態。但塞爾維亞與黑山間的關係並沒有因為西方國家支持維持現狀而改善，而1992年南斯拉夫聯盟的憲法中又沒有提及關於聯邦共和國實體獨立的權利及過程，從而引發爭論。
2002年3月14日，在歐盟的調停下，雙方在貝爾格萊德簽署協議，決定將聯邦變為由兩個各自擁有經濟、貨幣以及關稅決定權的半獨立（semi-independent）國家所組成，並且更名為「塞爾維亞和黑山」。另外依據此協定通過聯邦的新憲章，明定憲章通過三年後，任何一方都有權提出脫離聯邦。
2004年7月12日，國會採用新的國旗、國慶日、以及國歌，以推進獨立進程。其中國旗基於前黑山王國的國旗，國慶日紀念1878年7月13日簽訂的柏林條約承認黑山為獨立國家，以及1941年7月13日爆發的反法西斯起義。國歌則為黑山著名民歌。

### 獨立
2006年5月21日，舉行獨立公投，歐盟再次介入並設定一套條件多數決的過關標準，此公投的標準為需有過半的合格選民投票，且贊成獨立的選票需達55%；合格選民包括居住於蒙特內哥羅境內兩年以上的人士，也包括居住在塞爾維亞的蒙特內哥羅公民，有別於1990年代，克羅埃西亞、波士尼亞與赫塞哥維納聯邦、斯洛維尼亞，或馬其頓脫離南斯拉夫的公投都是簡單多數決。
最終，獨立派以55.5%的得票比例在投票中險勝，終止與塞爾維亞的聯邦關係。
6月3日，黑山國會正式宣佈獨立，28日黑山正式加入聯合國。

### 首次选举
2006年9月10日，黑山共和国举行独立后首次议会和地方选举。9月12日，选举委员会宣布，争取实现欧洲的黑山联盟获得议会81个席位中的41个议席，塞族名单联盟获得12席，由社会主义者人民党、人民党和民主塞尔维亚党组成的竞选联盟和变革运动党分别获得11席，其余6席由一些较小党派分获。11月10日，新政府宣誓就职，总理为熱利科·什图拉诺维奇。

### 黑山（2007至今）
2007年10月22日，國名簡稱為黑山。

#### 加入北約
2008年，黑山當局釋出加入北約的風向球，一開始反對的人遠多於支持，那時的民調顯示有六成不希望成為北約成員，2015年變為一半對一半的態勢，此時黑山當局尚無法決定要以全民公投，抑或是國會投票的方式加入北約，久卡諾維奇打算先在國會提出決議，表達執政當局的決心，2015年9月舉行投票，結果在81名議員裡有50人贊成，除執政聯盟外，也包含少數反對黨議員，同年底北約對黑山發出入盟邀請，2016年初黑山國內又發起數次抗議，並持續要求政府舉行入盟公投。
2011年7月12日，議會恢復王室的地位。
2012年，與歐盟進行入盟談判。
2016年10月，反對派領導，塞爾維亞和俄羅斯人發動政變，最後被阻止。
2017年6月5日，黑山加入北約，成為該組織第29個會員國。
2018年，修改入盟目標，從2022年變為2025年。
2019年，抗議活動開始，反對現任總統和總理領導的政府及執政黨。